# Amanecer (película)
Amanecer (título original: Sunrise: A Song of Two Humans) es una película romántica estadounidense de 1927, con sonido sincronizado, del director alemán F. W. Murnau (su primera película realizada en los  Estados Unidos). Los principales actores son: George O'Brien, Janet Gaynor y Margaret Livingston. La trama presenta a un granjero casado (O'Brien) que se enamora de una chica de la ciudad (Livingston) que está de vacaciones y que pretende convencerle de que asesine a su mujer (Gaynor) para irse con ella a la ciudad.
La historia fue adaptada por Carl Mayer del cuento «La excursión a Tilsit» (Die Reise nach Tilsit, título original en alemán) de Hermann Sudermann. Aunque la película no tiene diálogos audibles, se estrenó con efectos de sonido y una partitura musical sincronizada, utilizando el sistema de sonido Movietone. Murnau optó por utilizar el entonces nuevo sistema Movietone, haciendo de Amanecer uno de los primeros largometrajes con una banda sonora y efectos sonoros sincronizados. La música incidental de la película incluye la Marcha fúnebre por una marioneta (1872) del compositor francés Charles Gounod y el Preludio en la menor Op 28 N.º 2 de Frédéric Chopin.
Obtuvo tres Óscar en la primera edición de estos premios en 1929: «Producción única y artística», mejor actriz y mejor fotografía; además, estuvo nominada a la mejor dirección artística. Pertenece a la era muda del cine.
En 1989, la película fue considerada «cultural, histórica y estéticamente significativa» por la Biblioteca del Congreso de Estados Unidos y seleccionada para su preservación en el National Film Registry.
En la encuesta del 2012 realizada por Sight & Sound del British Film Institute, críticos de cine la votaron como la quinta mejor película.

## Sinopsis
La película narra la historia de una familia rural, formada por un matrimonio y un niño de corta edad, cuya vida se ve trastornada por la llegada a la aldea en la que la familia vive de una sofisticada mujer de la ciudad, para pasar las vacaciones.
El campesino se enamora de la mujer de la ciudad. Su obsesión por ella es tal que descuida sus labores y su familia, gasta dinero, arruina la granja y la gente comienza a darse cuenta. Pero lo peor vendrá cuando la mujer le pide que se deshaga de su esposa, para poder irse con ella a la ciudad. El hombre decide planear todo para cumplir los planes de su amante. Simulará un accidente con la barca en medio del lago y ahogará a su esposa.
Cuando llega el momento no puede hacerlo y lleva la barca a la orilla. Su mujer horrorizada huye y él la sigue hasta la ciudad implorando su perdón. Entran en una iglesia en la que se está celebrando una boda y renuevan sus votos matrimoniales. Ella le perdona y purificados y más enamorados que nunca pasan el día en la ciudad como unos recién casados.
Por la noche vuelven a casa atravesando el lago cuando se desata una terrible tormenta, y el hombre, pensando solamente en la salvación de su esposa, le ata unos manojos de juncos a la cintura, pensados originalmente para salvarse él en su olvidado plan criminal, antes de que la barca zozobre y se hunda.
Separados, la corriente arrastra al hombre a la orilla y tras la tormenta, llama a su mujer desesperado y al no encontrarla, acude angustiado al pueblo y sus vecinos salen todos a buscarla, pero solo encuentran los juncos deshechos, mientras la mujer de la ciudad cree que sus planes se han realizado, y acude a ver a su amante. Este, enloquecido de dolor, culpa y furia está a punto de estrangularla, cuando oye gritos de que han encontrado a su mujer, inconsciente pero viva.
El nuevo amanecer encuentra a la mujer de la ciudad abandonando el pueblo mientras el hombre vela el sueño de su mujer y su hijo; la mujer se despierta radiante de felicidad y los esposos se besan.

## Reparto
- George O'Brien - El hombre
- Janet Gaynor - La mujer
- Margaret Livingston - La mujer de la ciudad
- Bodil Rosing - La sirvienta
- J. Farrell MacDonald - El fotógrafo
- Ralph Sipperly - El barbero
- Jane Winton - La chica de la manicura
- Arthur Housman - El caballero obstinado
- Eddie Boland - El caballero servicial

Sin acreditar
- Gino Corrado - Gerente de la peluquería
- Thomas Jefferson - El viejo marinero
- Herman Bing - Conductor de tranvía
- Gibson Gowland - Conductor enojado

## Galardones

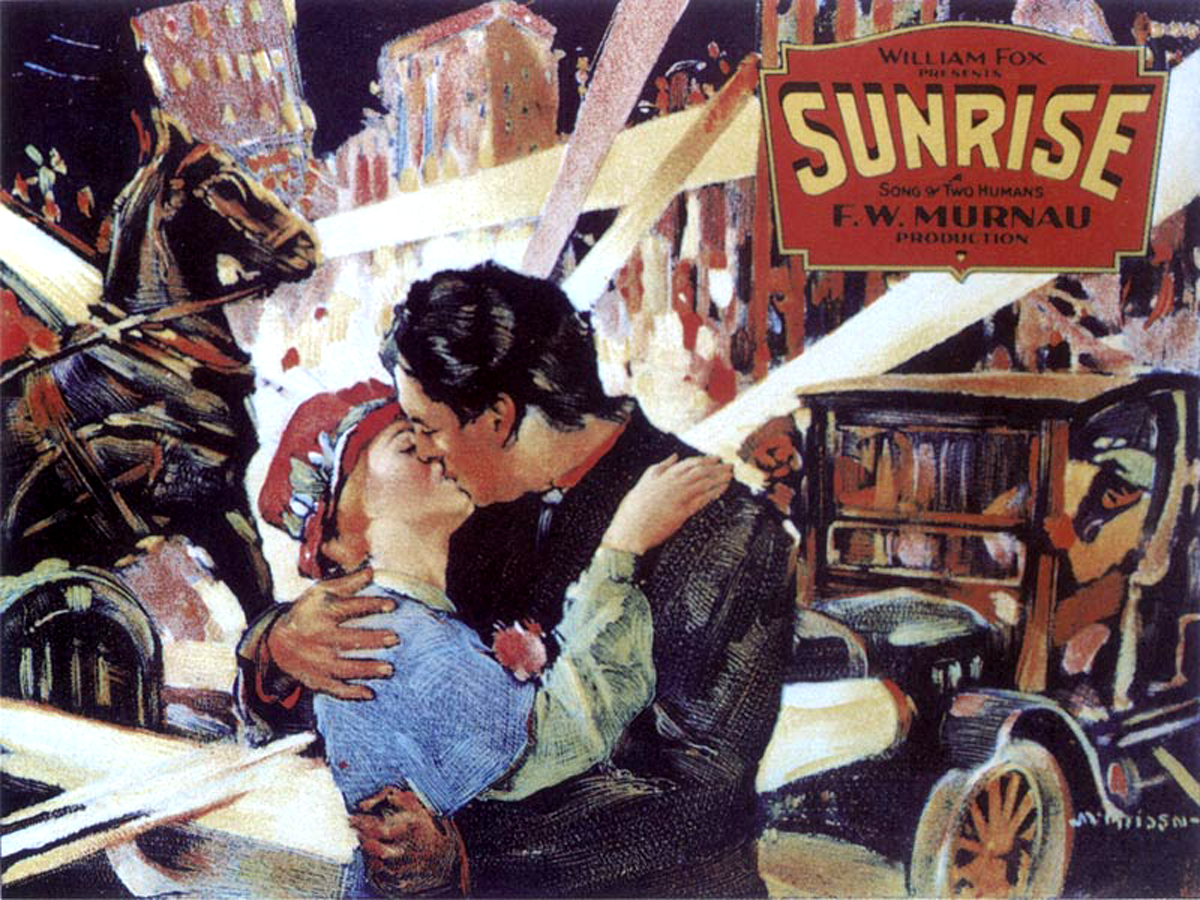
Cartel de la película.

El 16 de mayo de 1929, la 1.ª ceremonia de entrega de los Premios de la Academia se llevó a cabo en el Hollywood Roosevelt Hotel en Hollywood para honrar los logros cinematográficos sobresalientes de los años 1927 y 1928. Amanecer fue nominada en cuatro categorías, ganando finalmente en tres.
Premios Óscar
| Año  | Categoría                    | Nominado                         | Resultado |
| ---- | ---------------------------- | -------------------------------- | --------- |
| 1929 | Producción única y artística | Fox Film Corporation             | Ganadora  |
| 1929 | Mejor actriz                 | Janet Gaynor                     | Ganadora  |
| 1929 | Mejor fotografía             | Charles Rosher Karl Struss       | Ganadores |
| 1929 | Mejor dirección de arte      | Rochus Gliese (director de arte) | Nominado  |